# Hemihypertrophie
Eine Hemihypertrophie ist eine Sonderform einer Hypertrophie, bei welcher ein einseitiger Überwuchs des Körpers oder von dessen Teilen besteht.
Häufig finden sich zusätzliche Anomalien der Haut und der Zähne sowie endokrine Störungen.

## Ursachen
Eine Hemihypertrophie kann angeboren, bereits bei der Geburt vorhanden sein oder sich im Laufe der Kindheit entwickeln, oder auch später erworben werden bei entzündlichen proliferativen Prozessen wie z. B. einer Osteomyelitis.
Im Rahmen von Syndromen wie Klippel-Trenaunay-Syndrom, Neurofibromatose, Proteus-Syndrom oder dem Silver-Russell-Syndrom kann eine Hemihypertrophie auftreten.

## Einteilung
Anatomisch ist nach Hoyme und Mitarbeiter folgende Einteilung möglich:
- Das Gesicht betreffende Form, auch als Friedreich-Auerbach-Syndrom bezeichnet[3][4]
- Einfache Form (nur eine Gliedmaße betreffend)
- Komplexe Form (mehrere Gliedmaßen und/oder eine Hälfte des Rumpfes betreffend)
- Isolierte Form als Zeichen eines Riesenwuchs-Syndromes wie Beckwith-Wiedemann-Syndrom, Neurofibromatose und Klippel-Trénaunay-Weber-Syndrom[5]

Eine das Gehirn betreffende Form ist die Hemimegalenzephalie.

## Klinik
Bei Beteiligung des Gesichtes kann sich eine Gesichtsskoliose, bei Mitbeteiligung des Rumpfes eine Skoliose ausbilden, bei Beteiligung des Beines eine Beinlängendifferenz.

## Behandlung
Therapiemöglichkeiten sind in den Artikeln der genannten Komplikationen zu finden.